# 378204 Bettyhesser
378204 Bettyhesser è un asteroide della fascia principale. Scoperto nel 2006, presenta un'orbita caratterizzata da un semiasse maggiore pari a 2,4717159 UA e da un'eccentricità di 0,0817991, inclinata di 7,90872° rispetto all'eclittica.